# Frames (Band)
Frames sind eine deutsche Post-Rock-Band aus Hannover. Die Band steht bei Steamhammer unter Vertrag und hat bislang zwei Studioalben sowie eine EP veröffentlicht.

## Geschichte
Die Band wurde Mitte 2007 von Gitarrist Jonas Meyer und Schlagzeuger Kiryll Kulakowski gegründet. Beide spielten schon seit einigen Jahren zusammen. Im Jahre 2009 veröffentlichte die Band ihre Debüt-EP CXXIV EP, die von den Magazinen Visions und Rock Hard jeweils als „Demo des Monats“ ausgezeichnet wurde. Außerdem nahm die Band am Wettbewerb Local Heroes teil, bei dem sie den dritten Platz belegte.
Ende 2009 nahm die Band in den MusikZentrum-Studios in Hannover ihr erstes Album Mosaik auf, welches im Frühjahr 2010 über Steamhammer veröffentlicht wurde. Bassist Moses Hoffmann stieg aus und wurde durch Hajo Cirksena ersetzt. Mit ihm nahmen Frames im Frühjahr 2012 ihr zweites Album In Via auf. Das Album wurde im April 2012 veröffentlicht. Für Mai 2012 ist eine Europatournee im Vorprogramm der niederländischen Sängerin Anneke van Giersbergen geplant.

## Stil
Frames spielen instrumentale Rockmusik. Die Band wird den Genres Post-Rock, Artrock und Alternative Rock zugerechnet. Als Haupteinflüsse nennt die Gruppe Bands wie Porcupine Tree, Oceansize, Tool und A Perfect Circle.

## Diskografie
- 2009: 124EP (EP)
- 2010: Mosaik (Album)
- 2012: In Via (Album)